# Lista odcinków serialu Jessie (2011)
Poniżej przedstawiono listę odcinków serialu Jessie emitowanego w USA od 30 września 2011 roku na kanale Disney Channel. W Polsce serial miał premierę 23 grudnia 2011 roku, również na kanale Disney Channel jako specjalna zapowiedź. Regularną emisję serialu rozpoczęto 10 marca 2012 r.
25 lutego 2015 r. Disney Channel potwierdził, że serial zakończy produkcję na czterech sezonach. Jednak w przyszłości stworzony zostanie spin-off na podstawie serialu Jessie.

## Odcinki
| Seria | Seria | Odcinki    | Odcinki     | Premierowa emisja   | Premierowa emisja    | Premierowa emisja | Premierowa emisja   |
| Seria | Seria | USA        | Polska      | Premiera serii      | Finał serii          | Premiera serii    | Finał serii         |
| --- | ----- | ---------- | ----------- | ------------------- | -------------------- | ----------------- | ------------------- |
| | 1     | 1–26 (26)  | 1–26 (26)   | 30 września 2011    | 7 września 2012      | 23 grudnia 2011   | 2 lutego 2013       |
| | 2     | 27–52 (26) | 27–54 (28)  | 5 października 2012 | 13 września 2013     | 16 marca 2013     | 26 stycznia 2014    |
| | 3     | 53–78 (26) | 55–81 (27)  | 5 października 2013 | 28 listopada 2014    | 9 lutego 2014     | 25 kwietnia 2015[A] |
| | 4     | 79–98 (20) | 82–100 (19) | 9 stycznia 2015     | 16 października 2015 | 6 września 2015   | 9 czerwca 2016[B]   |
| - A^ Ostatni odcinek sezonu wyemitowano 10 grudnia 2014, jednak pominięto osiem, z których ostatni wyemitowano 25 kwietnia 2015 roku. - B^ Ostatni odcinek serii wyemitowano 9 czerwca 2016, jednak pominięto jeden, którego nigdy nie wyemitowano. |       |            |             |                     |                      |                   |                     |

## Lista odcinków

### Seria 1:2011–12
- Sezon liczy 26 odcinków.
- Kevin Chamberlin jest nieobecny w jednym odcinku (24)
- Peyton Roi List jest nieobecna w dwóch odcinkach (7, 14)

| 1 | New York, New Nanny               | Bob Koherr             | Pamela O'Connell                   | 30 września 2011     | 23 grudnia 2011   | 101 |
| Jessie, nastolatka pochodząca z Teksasu, przyjeżdża do Nowego Jorku. Przypadek sprawia, że zostaje wyrzucona przed posiadłością państwa Ross. Zuri zabiera dziewczynę ze sobą i sprawia, że zostaje ona nianią. Jessie nie wie, że Zuri ma rodzeństwo – Raviego, Luke'a i Emmę. Młoda niania początkowo nie radzi sobie z opieką nad gromadką rodzeństwa i stara się uciec. Wkrótce postanawia zawrzeć kontakt z każdym dzieckiem oprócz Emmy. Jest ona niezadowolona z tego, że rodzice nie przyjdą na jej targ naukowy. Jessie idzie do nich do pracy na plan filmowy i mówi im o tym, że muszą więcej czasu spędzać z dziećmi, ponieważ ich obecność jest ważna w ich życiu. Jessie idzie z Emmą na targ, przychodzą także rodzice. Emma wygrywa targi, a Jessie zostaje zatrudniona. Gościnnie: Chris Galya jako Tony, Chip Esten jako Morgan Ross, Christina Moore jako Christina Ross, Bryan Oakes Fuller jako A.D., Brian Carpenter jako Główny sędzia |                                   |                        |                                    |                      |                   |     |
| 2 | The Talented Mr. Kipling          | Bob Koherr             | Valerie Ahern Christian McLaughlin | 7 października 2011  | 10 marca 2012     | 103 |
| Jessie wpada na pomysł, aby wyprowadzić pana Kiplinga na dwór. Próbują uważać na panią Chesterfield, która jest w zarządzie mieszkańców i uważa, że pan Kipling jest okropny pod różnymi względami i ma przez niego dużo kłopotów. Tymczasem Luke i Emma mają sfotografować faunę i florę Nowego Jorku, a Zuri kłóci się ze swoją wymyśloną przyjaciółką. Gościnnie: Chris Galya jako Tony, Carolyn Hennesy jako Rhoda Chesterfield |                                   |                        |                                    |                      |                   |     |
| 3 | Used Karma                        | Bob Koherr             | Chris Kula Eric Schaar             | 14 października 2011 | 10 marca 2012     | 102 |
| Luke cały czas dokucza swojemu bratu. Ravi mówi o karmie. Luke musi się zmienić, żeby karma go ominęła. Emma dostaje swoje ulubione Pisemko Leopard. Dowiaduje się w nim, że Tony podrywa Jessie. Jessie nie chce jednak się z nim związać. Zaprasza on dziewczynę na randkę. Gościnnie: Chris Galya jako Tony |                                   |                        |                                    |                      |                   |     |
| 4 | Zombie Tea Party 5                | Shelley Jensen         | Adam Lapidus                       | 21 października 2011 | 17 marca 2012     | 104 |
| Jessie robi Luke'owi obciach w parku, a ten ma zagrać ze swoim rywalem w paintball. Jessie chce, żeby mogła zostać jego partnerką. Luke wybiera Raviego, a później dołącza Jessie. Tymczasem Zuri zaprasza Emmę na herbatkowe przyjęcie, ale ta idzie na pokaz mody z Jasmine. Gościnnie: Devan Leos jako Trevor, Ava Penner jako Jasmine |                                   |                        |                                    |                      |                   |     |
| 5 | One Day Wonders                   | Phill Levis            | Tim Maile Douglas Tuber            | 28 października 2011 | 24 marca 2012     | 105 |
| Jessie chce spędzić cały dzień w parku, ale niestety do jej „dnia w parku” dołączają Zuri, Luke i Ravi. Jessie śpiewa w parku swoją piosenkę, a do tego Luke tańczy breakdance. Zauważa ich JJ Mayfield – producent, który wyprodukował T-Jema. Mówi im, że może nakręcić z nimi video. Zuri i Ravi, którzy pomagają Tony'emu w recepcji mówią mu o JJ Mayfield, a Tony mówi im, że to oszust. Tymczasem Emma zakłada profil Bertramowi na portalu, gdzie może znaleźć swoich dawnych przyjaciół. Gościnnie: Chris Galya jako Tony, Arvie Lowe Jr. jako JJ Mayfield Piosenka: Texas Guys |                                   |                        |                                    |                      |                   |     |
| 6 | Zuri's New Old Friend             | Leonard R. Garner, Jr. | Sally Lapiduss Erin Dunlap         | 4 listopada 2011     | 10 kwietnia 2012  | 107 |
| Jessie martwi się, że Zuri ma zmyślonych przyjaciół. Zuri poznaje Nanę Bananę, klauna, który daje jej zły przykład, a Jessie próbuje na to zareagować. Tymczasem pan Kipling zakochuje się w jaszczurze z placu zabaw, który jest posągiem. Ravi, Emma i Luke chcą ukraść posąg, by Pan Kipling mógł być blisko niego. Gościnnie: Ronnie Shell jako Oficer Bill, Jo Anne Worley jako Nana Banana |                                   |                        |                                    |                      |                   |     |
| 7 | Creepy Coonie Comes a Callin'     | Phill Levis            | Eric Schaar David J. Booth         | 18 listopada 2011    | 21 kwietnia 2012  | 109 |
| Ze względu na słabe oceny Luke'a z matematyki Jessie chce mu znaleźć korepetytorkę. W parku trafia na Connie, geniuszkę zakochaną w Luke'u. Gdy Connie dowiaduje się, że Luke kocha się w Jessie, stara się zrobić wszystko, by go zdobyć i pozbyć się Jessie. Tymczasem Ravi pobiera aplikację przepowiadającą przyszłość, która zawsze ma rację. Przepowiada ona śmierć Bertrama, więc on i Zuri próbują mu pomóc. Nieobecni: Peyton List jako Emma Ross Gość specjalny: Sierra McCormick jako Przerażająca Connie |                                   |                        |                                    |                      |                   |     |
| 8 | Christmas Story                   | Phill Levis            | Pamela Eells O'Connell             | 9 grudnia 2011       | 14 kwietnia 2012  | 106 |
| Zbliżają się święta, do domu mają przyjechać Christina i Morgan. Niestety ich samolot nie może lecieć przez śnieżycę, więc czekają na pociąg. Gdy Jessie, Emma i Luke są na zakupach z kartą Christiny, przez małe nieporozumienie Jessie z dziećmi zostają zamknięci i nie kupują prezentów. Na szczęście w galerii zbliża się kolacja, więc dzieci i Jessie zostają wypuszczeni, a rodzice wracają do domu. Tymczasem Zuri mówi Raviemu o Mikołaju, a ten wpada w panikę. Gościnnie: Chip Esten jako Morgan Ross, Christina Moore jako Christina Ross, Debbie Lee Carrington jako Oficer Dzwonek, Adam Kulbersh jako Clerk |                                   |                        |                                    |                      |                   |     |
| 9 | Star Wars                         | Bob Koherr             | Tim Maile Douglas Tuber            | 6 stycznia 2012      | 28 kwietnia 2012  | 114 |
| W filmie Morgana ma zagrać sławny aktor Jordan Taylor, w którym Jessie i Emma są zakochane. Na weekend musi zamieszkać w domu Morgana, żeby zobaczyć, czy nikt nie zdradzi, gdzie on jest. Emma i Jessie rywalizują o przyjaźń Jordana. Emma zamyka Jessie w jej szafie i w jej pokoju. Jessie jakoś udaje się uciec i obiecuje, że nie będzie już rywalizować o przyjaźń Jordana, po czym ten zaprasza ją na randkę. Jessie mówi to Emmie, a Emma pisze do Leoparda, gdzie jest Jordan Taylor i całe mieszkanie jest otoczone fanami Jordana Taylora. Jordan mówi, że nie zagra w filmie Morgana. Zauważa, że wszyscy przyznają się Morganowi, że zdradzili komuś gdzie jest Jordan Taylor, po czym Jordan będzie grać w filmie. Tymczasem Zuri i Luke znaleźli telefon Jordana i dzwonią do wszystkich sławnych osób, żartując z nich. Ravi próbuje dostrzec urok Jordana, a Bertram mocno pracuje, żeby dostać wolne. Gościnnie: Chip Esten jako Morgan Ross, Chris Galya jako Tony, Lachlan Buchanan jako Jordan Taylor Uwagi: Jest to najwyżej oglądalny odcinek podczas premiery w USA. Jego oglądalność wyniosła 7,3 mln widzów |                                   |                        |                                    |                      |                   |     |
| 10 | Are You Cooler than a 5th Grader? | Kevin Chamberlin       | Valerie Ahern Christina McLaughlin | 20 stycznia 2012     | 4 maja 2012       | 111 |
| Zuri suszy głowę lalki za gorąco i lalka się psuje. Jessie pomaga Zuri sprzedawać lemoniadę, żeby mogła odkupić sobie lalkę. Tymczasem Ravi idzie do szkoły i próbuje znaleźć przyjaciół, ale nie za bardzo mu to wychodzi, a Emma chodzi (cierpi) w obcasach, w których Jessie zabroniła jej chodzić. Gościnnie: Carolyn Hennesy jako Rhoda Chesterfield, Jace Norman jako Finch, Brandon James jako Dale Davenport |                                   |                        |                                    |                      |                   |     |
| 11 | Take the A-Train... I Think?      | Sean McNamara          | Adam Lapidus                       | 27 stycznia 2012     | 11 maja 2012      | 110 |
| Emma musi napisać o światowych kulturach, Zuri chce się pobawić w Buttery Parks of NYC, a Ravi chce zobaczyć Statuę Wolności. Jessie chce ich zabrać w miejsca, które chcą zobaczyć. Początkowo wszyscy chcą jechać taksówką, ale Jessie decyduje, że pojadą metrem. Wysiadają na złej stacji i lądują w dzielnicach takich jak Chinatown, Yorkville, gdzie poznają ich kultury (w Chinatown mieszkają Chińczycy, a w Yorkville Niemcy). Emma uczy się o dzielnicach, Zuri bawi się w metrze, a Ravi fotografuje człowieka przebranego za Statuę Wolności. W międzyczasie Bertram i Luke muszą się zmierzyć z jadowitym pająkiem czyli pustelnikiem brunatnym. Gościnnie: Torsten Voges jako Fritz |                                   |                        |                                    |                      |                   |     |
| 12 | Romancing the Crone               | Bob Koherr             | Valerie Ahern Christian McLaughlin | 10 lutego 2012       | 19 maja 2012      | 112 |
| Jessie chce dogryźć swojej koleżance Darli, która przesyła jej wideo, jaka jest bogata. Jessie zakłada biżuterię, którą Christina miała w dniu ślubu. Niestety korona spada do basenu pani Chesterfield. Pani Chesterfield nie chce jej oddać. Bertram umawia się na randkę z panią Chesterfield, tylko dlatego żeby Jessie mogła odzyskać koronę, a Emma, Ravi i Luke próbują nakręcić film, jak pan Kipling robi niezwykłe rzeczy. Gościnnie: Carolyn Hennesy jako Rhoda Chesterfield |                                   |                        |                                    |                      |                   |     |
| 13 | The Princess and the Pea Brain    | Bob Koherr             | Pamela Eells O'Connell             | 24 lutego 2012       | 25 maja 2012      | 113 |
| Jessie umawia się z przystojnym mężczyzną o imieniu Brody. Zuri jest niezadowolona z tego, że Jessie umówiła się z nim a nie z Tonym. Opowiada Jessie bajkę, w której ukazuje Jessie jako księżniczkę, Tony'ego jako wieśniaka, a przystojnego mężczyznę jako księcia. Na końcu okazuje się, że przystojny mężczyzna uwodzi kobiety, zdradza je, a następnie rzuca. Gościnnie: Chris Galya jako Tony, Ben Bledsoe jako Brody Winton, Shannah Barrett jako Syrenka Millie |                                   |                        |                                    |                      |                   |     |
| 14 | World Wide Web of Lies            | Leonard R. Garner, Jr. | Sally Lapiduss Erin Dunlap         | 9 marca 2012         | 7 lipca 2012      | 108 |
| Jessie spotyka w parku nianię Agathę, która zabrania Zuri bawić się na placu zabaw. Robi zdjęcia Jessie i przerabia je tak, żeby wyglądała na złą nianię, a potem umieszcza w internecie. Christina wierzy, że to fotomontaż i przekonuje Agathę do usunięcia zdjęć. Tymczasem Bertram, który ma dość kłótni Luke'a i Raviego, uczy ich zapasów. Nieobecni: Peyton List jako Emma Ross Gościnnie: Christina Moore jako Christina Ross, Jennifer Veal jako Agatha, Max Charles jako Axel, Julie Myer jako Fiona |                                   |                        |                                    |                      |                   |     |
| 15 | The Kid Whisperer                 | Bob Koherr             | Sally Lapiduss                     | 30 marca 2012        | 14 lipca 2012     | 115 |
| Jessie uważa, że Luke potrzebuje dyscypliny, aby utrzymać go w porządku i prosi o pomoc inną nianię Samanthę, która jest nianią, ale psią. Tymczasem Ravi, Zuri i Emma włamują się do zagraconego pokoju Bertrama i niechętnie zgadzają się mu pomóc posprzątać pokój. Gościnnie: Maia Madison jako Samantha |                                   |                        |                                    |                      |                   |     |
| 16 | Glue Dunnit: A Sticky Situation   | Victor Gonzales        | Valerie Ahern Christian McLaughlin | 13 kwietnia 2012     | 15 września 2012  | 118 |
| Pani Chesterfield kupuje drogi lakier do włosów. Następnego dnia okazuje się, że ktoś podmienił lakier na klej. Jessie pomaga pani Chesterfield odkleić ręce od głowy przez co nie może iść z Tonym na film Raj na ziemi. W efekcie czego sama przykleja ręce do głowy sąsiadki. Gdy Ravi prowadzi dochodzenie, kto zamienił lakier do włosów na klej, dowiaduje się, że wszyscy korzystali z kleju. Okazuje się, że to Zeus, pies pani Chesterfield, podmienił lakier do włosów na klej. Gdy dzieciaki odpracowują karę za używanie kleju, przychodzi im do głowy myśl, że Zeus celowo podmienił lakier na klej. Pod koniec odcinka pani Chesterfield idzie na dyskotekę ze swoją nową fryzurą, a Zeus szczerzy na nią swoje kły. Gościnnie: Chris Galya jako Tony, Carolyn Hennesy jako Rhoda Chesterfield |                                   |                        |                                    |                      |                   |     |
| 17 | Badfellas                         | Victor Gonzales        | Eric Schaar David J. Booth         | 27 kwietnia 2012     | 23 lipca 2012     | 120 |
| Emma szaleje za Vincentem, który ma w szkole niezbyt dobrą reputację. Kiedy Jessie odkrywa, że Emma poszła z Vincentem na wagary, dziewczyna zostaje uziemiona. Emma nie może wychodzić z domu, więc Vincent postanawia ją odwiedzić i urządza u niej w domu imprezę, która wymyka się spod kontroli. Tymczasem Zuri sadzi w Central Parku drzewko, jednak musi je chronić przed dzieciakami. Gościnnie: Garrett Backstorm jako Vincent, Joe Richter jako Oficer Petey |                                   |                        |                                    |                      |                   |     |
| 18 | Beauty & the Beasts               | Victor Gonzales        | Eric Schaar David J. Booth         | 4 maja 2012          | 4 sierpnia 2012   | 122 |
| Jessie po raz kolejny spotyka w parku Agathe. Gdy niania mówi jej, że wraz ze swoją podopieczną Lindsey zamierza wygrać konkurs piękności, Jessie chce ją pokonać. Razem z Emmą próbują odkryć talent Zuri i pomóc jej wygrać w konkursie. Tymczasem Ravi i Luke w ramach zadania domowego przeprowadzają eksperymenty na Bertramie. Gościnnie: Jennifer Veal jako Agatha, Nikki Hahn jako Lindsey |                                   |                        |                                    |                      |                   |     |
| 19 | Evil Times Two                    | Victor Gonzales        | Eric Schaar David J. Booth         | 11 maja 2012         | 17 czerwca 2012   | 116 |
| Bliźniacza siostra Agathy Angela przyjeżdża do Nowego Jorku i Jessie podejrzewa, że próbuje ukraść jej pracę jako opiekunka do dzieci Ross, więc prosi o pomoc Agathe. Tymczasem Emma próbuje radzić sobie z olbrzymim pryszczem na nosie (ale Angela się go pozbywa). Gościnnie: Jennifer Veal jako Agatha/Angela, Chris Galya jako Tony |                                   |                        |                                    |                      |                   |     |
| 20 | Tempest in a Teacup               | Victor Gonzales        | Eric Schaar David J. Booth         | 8 czerwca 2012       | 26 sierpnia 2012  | 119 |
| Jessie i Tony wybierają się na swoją pierwszą, prawdziwą randkę. Emma i Zuri chcą im ją zaplanować, by wyszła fenomenalnie. Tymczasem Ravi i Luke bawią się nową zabawką, sterowcem, który wpada do filiżanki na billboardzie. Wkrótce Bertram, Ravi, Luke, Jessie i Tony znajdą się w niej. Gościnnie: Chris Galya jako Tony |                                   |                        |                                    |                      |                   |     |
| 21 | A Doll's Outhouse                 | Phill Levis            | Valerie Ahern Christian McLaughlin | 22 czerwca 2012      | 24 listopada 2012 | 121 |
| Raviemu zaimponowała dziewczyna w Central Parku, która malowała gada. Postanawia jej jakoś zaimponować. Luke chce go tego nauczyć. W międzyczasie Zuri i Emma oglądają przerażający film o lalkach, którego Jessie zabroniła im oglądać. Zuri, po obejrzeniu strasznego filmu, wydaje się, że lalki żyją i chcą ją przestraszyć. Przychodzi więc w nocy do Jessie. Jessie przenosi ją kilka razy do jej łóżka, jednak Zuri ponownie wracała. Jessie postanawia wyleczyć Zuri z jej strachu, a tam wychodzi na jaw, że Jessie boi się przenośnych toalet. Dziewczyny postanawiają pokonać strachy – Jessie śpiąc w toalecie, a Zuri śpiąc z lalką. Tymczasem Bertram chce wygrać telefoniczny konkurs, w którym główną nagrodą jest bilet do Włoch. Gościnnie: Grace Kaufmann jako Tanya |                                   |                        |                                    |                      |                   |     |
| 22 | We Are So Grounded                | Eric Dean Seaton       | Valerie Ahern Christian McLaughlin | 13 lipca 2012        | 5 stycznia 2013   | 124 |
| Jessie, Bertram i dzieci Ross wybierają się na wakacje na Bali. Jednak po drodze ich odrzutowiec rozbija się na bezludnej wyspie. Rossowie, Bertram i Jessie muszą wymyślić jak wydostać się z wyspy, wyleczyć Jessie z jadowitych ukąszeń i znaleźć pana Kiplinga, który uciekł. Gościnnie: Eric Petersen jako Dr. Cyrus van Adam |                                   |                        |                                    |                      |                   |     |
| 23 | Creepy Connie's Curtain Call      | Leonard R. Garner, Jr. | Adam Lapidus                       | 26 lipca 2012        | 11 września 2012  | 123 |
| Na Luke'a spada wielki głaz. Przerażająca Connie go uratowała. Jessie napisała własną sztukę, którą wystawia w szkole Luke'a. Emma zajmuje się kostiumami, a Ravi narzeka, że wszystkie dziewczyny lecą tylko na Luke'a. Główną rolę daje oczywiście Luke'owi. O drugą główną rolę zabiega się również Przerażająca Connie. Na początku nie dostaje głównej roli. Dostają ją inne dziewczyny. Connie robi im przeróżne krzywdy, przez które nie mogą wystąpić. W końcu Connie dostaje główną rolę. W trakcie przedstawienia niespodziewanie zmienił się scenariusz. Connie miała całować Luke'a, ale on tego nie chce. Wkrótce Connie zaczęła go gonić, a później bić sztucznym kaktusem. Ravi zakochał się w Connie. Wkrótce też zostali parą. W międzyczasie Zuri musi napisać pracę do szkoły o pracy kogoś z rodziny. Wybiera Bertrama. Zuri proponuje Bertramowi konkurs, w którym okaże się, kto jest lepszym kamerdynerem. Gość specjalny: Sierra McCormick jako Przerażająca Connie |                                   |                        |                                    |                      |                   |     |
| 24 | Cattle Calls & Scary Walls        | Leonard R. Garner, Jr. | Sally Lapiduss Erin Dunlap         | 10 sierpnia 2012     | 11 września 2012  | 126 |
| Jessie zgłasza się na przesłuchania do telewizji, ale to Zuri zachwyca reżysera i otrzymuje rolę. Ravi słysząc dziwne odgłosy zza szyby, postanawia to sprawdzić, pozostawiając Emmę i Luke'a, aby go odnaleźli. Nieobecni: Kevin Chamberlin jako Bertram Winkle Gościnnie: Joe Richter jako Oficer Petey, Stacy Chbosky jako Reżyserka |                                   |                        |                                    |                      |                   |     |
| 25 | Gotcha Day                        | Victor Gonzales        | David J. Booth Eric Schaar         | 24 sierpnia 2012     | 19 stycznia 2013  | 117 |
| Jessie zostaje wyznaczona do przygotowania dekoracji na rocznicę adopcji Zuri. Ravi jej w tym pomaga. Jessie i Ravi kończą przygotowywać taras w stylu afrykańskim, gdyż Zuri pochodzi z Ugandy, Zuri mówi, że jeśli dekoracje nie będą z tęczami i jednorożcami to będzie źle. Jessie jest przerażona i postanawia szybko urządzić taras w sam raz na rocznicę adopcji Zuri. Podczas opowiadania historii o tym jak zostali adoptowani Luke i Ravi, wychodzi na jaw, że Morgan i Christina chcieli niemowlaka a nie Raviego. Ravi jest zły, lecz rodzice mu to wyjaśniają. Tymczasem Emma i Luke odkrywają, że Bertram dostaje szału, gdy jest brudno i że wyobraża sobie dzieciaki jako kozy. Gościnnie: Chip Esten jako Morgan Ross, Christina Moore jako Christina Ross |                                   |                        |                                    |                      |                   |     |
| 26 | The Secret Life of Mr. Kipling    | Eric Dean Seaton       | Pamela Eells O'Connell             | 7 września 2012      | 2 lutego 2013     | 125 |
| Pan Kipling zaczyna się dziwnie zachowywać. Jessie, Ravi i Luke postanawiają to sprawdzić. Wkrótce okazuje się, że Pan Kipling to tak naprawdę Pani Kipling i złożyła jaja. Ravi opiekuje się jajami. Wkrótce stwierdza, że jedno kichnęło i postanawia zanieść jaja do weterynarza. Podczas tego jaja zostają zabrane do restauracji jajecznej. Jessie, Luke i Ravi chcą je uratować. Tymczasem Zuri robi przygotowania na pogrzeb syrenki Milly. Angażuje w to Bertrama i Emmę. Gościnnie: Travis Wester jako Szef Kuchni |                                   |                        |                                    |                      |                   |     |

### Seria 2: 2012–13
- Sezon liczy 28 odcinków
- Wszyscy główni bohaterowie są obecni we wszystkich odcinkach.
- W sezonie pojawia się świąteczny crossover z serialem Austin i Ally o nazwie „Austin i Jessie i Ally”

| 27 | The Whining                                            | Rich Correll     | Eric Schaar David J. Booth            | 5 października 2012  | 16 marca 2013        | 202      |
| Zbliża się Halloween. Dzieci Ross chcą zbierać cukierki. Tuż przed Halloween, portier, który zastępuje Tony'ego, opowiada dzieciom historię o jego byłej dziewczynie, która była opiekunką do dzieci w Halloween, i straszny budynek ją skrzywdził. Dzieci zaczynają wierzyć, że historia toczy koło, a była dziewczyna portiera pożąda zemsty i się wciela w Jessie. Dzieci uciekają przed opiekunką przez całe Upper East Side, ale okazuje się, że to było tylko przebranie Jessie. Tymczasem Bertram chce wyglądać strasznie na Halloween. Pod koniec odcinka, w hotelu, pojawia się była dziewczyna portiera i zabiera swojego chłopaka do zaświatów, i chce ze sobą zabrać cukierki Luke'a, i przestrasza go, a potem zabiera ze sobą cukierki. Gościnnie: Chris Galya jako Tony, Meschah Taylor jako Grimm Haloran, Karsen Skinner jako Straszne bliźniaczki, Kendel Skinner jako inne Straszne bliźniaczki |                                                        |                  |                                       |                      |                      |          |
| 28 | Green-Eyed Monsters                                    | Rich Correll     | Valerie Ahern Christian McLaughlin    | 26 października 2012 | 16 marca 2013        | 201      |
| Tony jest zazdrosny, bo Jessie spędza bardzo dużo czasu z oficerem Petey. Robi różne żenujące rzeczy, aby udowodnić, że jest godny być z Jessie. Tymczasem Zuri i Ravi starają się zająć dziećmi Pani Kipling, ponieważ wywołują one dość dużo chaosu. Gościnnie: Chris Galya jako Tony, Joe Richter jako Oficer Petey |                                                        |                  |                                       |                      |                      |          |
| 29 | Make New Friends, but Hide the Old                     | Phill Levis      | Sally Lapiduss Erin Dunlap            | 2 listopada 2012     | 23 marca 2013        | 203      |
| Zaczyna się nowy rok szkolny. Emma się boi nowej dziewczyny w szkole, agresywnej Rosie. Jest bardziej przerażona, gdy Rosie ma z nią robić pracę plastyczną. Później do projektu Rosie wykorzystuje Emmę, po czym Emma zostaje upokorzona na oczach całej klasy. Gdy Rosie idzie ją przeprosić Emma przyjmuje przeprosiny i stają się przyjaciółkami. Natomiast Luke'owi przez przypadek wypada z plecaka Koala Kenny, przez co wszyscy go wyśmiewają. Ravi ściąga wszystko na siebie. Tymczasem Jessie pomaga Zuri z pracą domową. Gościnnie: Kelly Gould jako Rosie, Shanna Strong jako Shelby, Evan Roe jako Billy, Amy Farrington jako pani Devlin |                                                        |                  |                                       |                      |                      |          |
| 30 | 101 Lizards                                            | Bob Koherr       | Sally Lapiduss Erin Dunlap            | 9 listopada 2012     | 30 marca 2013        | 205      |
| Ravi nie może się zająć 12 jaszczurkami, więc Jessie namawia go na oddanie jaszczurek do adopcji. W końcu dziewczyna o imieniu Cassandra adoptuje jaszczurki, ale okazuje się ona być pracownicą pani Chesterfield. Jessie i Ravi, będąc przekonani, że Chesterfield przerobi jaszczurki na dodatki ze skóry, chcą je ratować. Gościnnie: Carolyn Hennesy jako Rhoda Chesterfield, Laura Spencer jako Cassandra Chesterfield |                                                        |                  |                                       |                      |                      |          |
| 31 | Trashin' Fashion                                       | Phill Levis      | Valerie Ahern Christian McLaughlin    | 30 listopada 2012    | 20 kwietnia 2013     | 204      |
| Christina wraca do domu, aby promować swoją nową kolekcję. Emma wraz z Rosie pracuje nad swoim blogiem mody. Gdy ogląda nową linię mody swojej matki nie chcąc dać jej złej oceny ucieka, aby oszczędzić Christinie uczuć. Jessie zostaje asystentką Christiny. Luke i Ravi konkurują ze sobą o względy supermodelki Diamond Bloodworth. Tymczasem Zuri uczy Bertrama jazdy na rowerze. Gościnnie: Kelly Gould jako Rosie, Christina Moore jako Christina Ross, True O'Brien jako Diamond Bloodworth |                                                        |                  |                                       |                      |                      |          |
| 32 | Austin & Jessie & Ally All Star New YearNanny in Miami | Bob Koherr       | Wayne Conley Mike Montesano Ted Zizik | 7 grudnia 2012       | 27 kwietnia 2013     | 207      |
| Luke, Ravi i Bertram docierają na Time Square. Mówią Jessie i Emmie, że zgubili Zuri. Wkrótce okazuje się, że Zuri utknęła w wielkiej kuli. Ravi ją stamtąd ściąga. Następnego dnia Emma zaprosiła Austina, Ally, Deza i Trish do swojego domu. Gdy już tam docierają Jessie mówi Emmie, że nie mogą u nich zostać, lecz Emma mówi Jessie, że jeśli się zgodzi żeby zostali, Austin może wykonać jedną z piosenek Jessie. Gdy Jessie to słyszy zgadza się. Jessie mówi Ally i Austinowi, żeby przejrzeli jej piosenki i jedną zaśpiewali. Oni się zgadzają. Ally mówi Austinowi, że wszystkie piosenki Jessie są okropne oprócz jednej (tę piosenkę napisała Zuri) o wymyślonych przyjaciołach. W końcu Jessie, Luke, Emma, Ravi, Zuri, Austin, Ally, Dez, Trish i Pani Kipling lecą do Miami. Austin i Jessie ćwiczą piosenkę, lecz Jessie ukrywa, że nie jest jej. Ravi jest smutny gdy widzi jak Pani Kipling spędza więcej czasu z Dezem, a Luke stara się pocieszyć Raviego. Jessie mówi Zuri, że ukradła jej piosenkę. Ku zdziwieniu Jessie, Zuri mówi żeby ją zaśpiewała. Gdy nadchodzi czas występu Austina i Jessie, Jessie mówi wszystkim, że piosenka jest Zuri. W końcu Jessie i Austin śpiewają piosenkę, a Dez kręci do niej fantastyczny teledysk. W końcu Jessie, Pani Kipling i dzieciak Ross wracają do Nowego Yorku. Gdy wchodzą do domu, Bertram bawi się ciuchcią a lalki z podobiznami Jessie i Dzieciaków przywiązuje do torów, gdzie uderza w nie ciuchcia. Goście specjalni: Ross Lynch jako Austin Moon, Laura Marano jako Ally Dawson, Raini Rodriguez jako Trish De La Rosa, Calum Worthy jako Dez Wade Piosenki: Face to Face Nota: Jest to druga część świątecznego crossoveru seriali „Austin i Ally” (część 1: Big Dreams & Big Apples sezon 2, odcinek 6) oraz „Jessie”. |                                                        |                  |                                       |                      |                      |          |
| 33 | The Trouble with Tessie                                | Bob Koherr       | David J. Booth Eric Schaar            | 11 stycznia 2013     | 11 maja 2013         | 205      |
| Jessie i Tony idą na randkę. Jessie jest zaniepokojona gdy dowiaduje się, że Tony zaprosił na randkę rodziców. Później jednak jest bardziej zaniepokojona gdy myśli, że Tony chce się jej oświadczyć, więc zaprasza na kolację Zuri i jej kolegę – Stuarta, który się w niej zakochał. Tymczasem Luke i Ravi nagrali sobie w nocy walkę i chcieli ją obejrzeć rano, lecz Emma i Bertram oglądali serial o gotowaniu, więc przerodziło się to w walkę. Gościnnie: Chris Galya jako Tony Chiccolini, JJ Totah jako Stuart Wooten, Sandra Purpuro jako Carmella Chiccolini, Jimmy Smagula jako Angelo Chiccolini, Diego Sebastian jako Wrestler #1, Dakota Mitchell jako Wrestler #2 |                                                        |                  |                                       |                      |                      |          |
| 34 | Say Yes to the Messy Dress                             | Kevin Chamberlin | Adam Lapidus                          | 18 stycznia 2013     | 18 maja 2013         | 208      |
| Jessie wraz z dziećmi idą do Chrisa Bosha, gwiazdy NBA All-Star, który obecnie przebywa w mieście. Gwiazda postanawia założyć klub koszykarski w pobliskich parkach. Luk chce zrobić wszystko by drużyna Bosha przegrała na zawodach z jego ulubioną drużyną, więc zaprasza Chrisa do domu. Chris mówi mu, żeby nikt nie uprał jego szczęśliwych skarpetek. Luke jednak to robi i Chris nie umie już grać w kosza. Tymczasem Emma dostaje sukienkę od słynnego projektanta mody Artura Vitali. Emma również dostaje zaproszenie na galę jako Kitty Couture. Emma nie może tam pójść, gdyż Kitty Couture musi zostać anonimowa. Wtedy wpada na pomysł, by Jessie poszła na tę galę zamiast niej. Jessie kompletnie nie ma w co się ubrać, więc Zuri mówi jej, żeby włożyła sukienkę Emmy. Gdy Jessie ją wkłada zacina się suwak. Później w tej sukience idzie pomóc Raviemu, gdyż Pani Kipling ma jakiś problem. Gdy wychodzi z klatki Pani Kipling sukienka jest rozszarpana. Jessie chce o tym powiedzieć Zuri, by coś wymyśliła co można z tym zrobić, jednak tam spotyka Emmę. Mówi jej, że to przypadek. Emma wybacza Jessie i zaszywa tę suknię tak, że wygląda jakby była nieużywana. Jessie idzie na galę, jednak Luke wysyła jej SMS-a, że Chris nie umie już grać. Jessie przybywa na boisko by pomóc Chrisowi. Udaje się jej to. Później Luke i Ravi wylewają na Jessie wiadro wody przed pójściem Jessie na galę. Jessie wraca do domu. Emma mówi jej, że mogą zatrzymać tę suknię, gdyż jakiś fotograf zrobił jej zdjęcie w tej sukni na boisku. Tymczasem Zuri chce sprzedać gadżety z Kitty Couture, które nie podobają się Emmie. Gość specjalny: Chris Bosh jako on sam |                                                        |                  |                                       |                      |                      |          |
| 35 | Teacher's Pest                                         | Shannon Flynn    | Erin Dunlap Sally Lapiduss            | 1 lutego 2013        | 25 maja 2013         | 210      |
| Zuri ma problemy ze swoim nauczycielem, pani Folkenburg, więc Jessie zgłasza się na asystenta w klasie Zuri. Jessie widzi, że pani Folkenburg niezbyt ją lubi, więc postanawia coś wymyślić, by to się zmieniło. Tymczasem Ravi kłóci się z Panią Kipling i wprowadza się do pokoju Luke'a, a Pani Kipling do pokoju Emmy. Luke i Emma nie są tym zachwyceni, więc Bertram wpada na pomysł jak pogodzić Panią Kipling i Raviego. Gościnnie: Cheri Oteri jako Pani Folkenburg |                                                        |                  |                                       |                      |                      |          |
| 36–37 | Jessie's Big Break                                     | Bob Koherr       | Adam Lapidus                          | 15 lutego 2013       | 1 czerwca 2013       | 216- 217 |
| Jessie i dzieciaki spotykają w parku Shaylle Michaels. Jessie pyta się jej, czy znalazła by się dla niej rola w filmie. Shaylle mówi jej, że przyda jej się kaskaderka. Jessie zgadza się być kaskaderką Shaylle. Luke nagrywa materiał filmowy o Jessie. Jessie zaprasza Shaylle do domu i tam się lepiej poznają. Stają się najlepszymi przyjaciółkami. Na planie reżyser i jednocześnie chłopak Shaylle – McD zaczyna flirtować z Jessie. Tymczasem Zuri i Emma chcą przemycić do domu zebrę Zuri – Zibby'ego, więc przechytrzają dozorcę ZOO. Ravi postanawia im pomóc. Dzieciaki chcą ukryć zebrę przed Bertramem i Jessie. Jednak gdy Bertram się o tym dowiaduje dzwoni do dozorczyni ZOO, by ją zabrała. Jednak dozorczyni ZOO zabiera, także Panią Kipling. Jessie daje kosza McD. On postanawia się zemścić i robi wszystko by Jessie zrezygnowała z roli kaskaderki oraz roli mówionej, którą dostała. Gdy Jessie chce powiedzieć Shaylle, że McD z nią flirtował on mówi Shaylle, że to Jessie z nim flirtowała. Shaylle jest zła na Jessie. Wkrótce wszystko się wyjaśnia dzięki nagraniu Luke'a. Shaylle zwalnia McD. Tymczasem, gdy Ravi dowiaduje się, że dozorczyni ZOO zabrała Panią Kipling chce się tam włamać razem z Emmą, Zuri i Bertramem. Wkrótce przekonują dozorczyni ZOO żeby oddała Panią Kipling Goście specjalni: Maia Mitchell jako Shaylee Michaels, John DeLuca jako McD |                                                        |                  |                                       |                      |                      |          |
| 38 | Pain in the Rear Window                                | Bob Koherr       | Adam Lapidus                          | 1 marca 2013         | 10 sierpnia 2013     | 209      |
| Luke doznaje kontuzji podczas tańca i musi zostać w domu, podczas gdy Jessie i reszta idą na festyn. Siedząc na tarasie Luke dostrzega czarną postać. Luke werbuje Emmę by dowiedziała się kim jest czarna postać. Tymczasem Jessie jest zdeterminowana gdy ludzie ciągle wygrywają na jej stoisku na festynie, lecz w końcu dostrzega powód tej sytuacji. Gościnnie: Joe Richter jako Oficer Petey, Jennifer Veal jako Agatha |                                                        |                  |                                       |                      |                      |          |
| 39 | Toy Con                                                | Bob Koherr       | Michele McGee Rick Williams           | 8 marca 2013         | 17 sierpnia 2013     | 212      |
| Zuri musi znaleźć sposób aby odzyskać cenioną przez Jessie zabawkę z dzieciństwa, gdy przez przypadek ją sprzedaje. Tymczasem Bertram mówi Emmie i Luke'owi, że zakochał się w kucharce sąsiadów – Salmie. Przez nieporozumienie umawia się z nią na konkurs tańca salsa i Emma i Luke muszą nauczyć go tańczyć. Gościnnie: Stephanie Beatrz jako Salma Espinoza, Sam Pancake jako Simon Sneed |                                                        |                  |                                       |                      |                      |          |
| 40 | To Be Me or Not to Be Me                               | Bob Koherr       | Pamela Eells O'Connell                | 5 kwietnia 2013      | 24 sierpnia 2013     | 211      |
| Ravi mówi Jessie, że twierdzi iż ich dzwonek, który dostał od Mnichów ze swojej starej szkoły w Indiach ma magiczne moce. Nikt mu jednak nie wierzy. Wkrótce Jessie i Zuri kłócą się i Zuri chwyta dzwonek, a gdy Jessie próbuje jej go odebrać zamieniają się ciałami. Emma zamienia się ciałami z Lukiem, a Ravi z Bertramem. Wszyscy chcą jak najszybciej wrócić do swych ciał oprócz Bertrama, który jest zadowolony, że ma włosy. Pod koniec wszystko wraca do normy, lecz Jessie zamienia się ciałami z Panią Kipling. Okazuje się, że to było tylko marzenie Pani Kipling o zamianie ciał. Gościnnie: Robert Picardo jako Cyril Lipton |                                                        |                  |                                       |                      |                      |          |
| 41 | Why Do Foils Fall in Love?                             | Rich Correll     | Mike Montesano Ted Zizik              | 19 kwietnia 2013     | 14 września 2013     | 214      |
| Na pierwszą rocznicę chodzenia Jessie pisze dla Tony'ego piosenkę. Jednak gdy dowiaduje się, że Tony zapomniał o rocznicy, pisze złą piosenkę. Emma wrzuca piosenkę na Kitty Couture. Piosenka staje się hitem. Jessie dostaje propozycje zaśpiewania jej przy publiczności. Tymczasem Luke uczy Raviego sportu, ponieważ Ravi ma z WF-u złe oceny. Gościnnie: Chris Galya jako Tony Chiccolini, Lauren Pritchard jako Trener Penny Piosenki: Worst Year, Best Year |                                                        |                  |                                       |                      |                      |          |
| 42 | Kids Don't Wanna Be Shunned                            | Rich Correll     | Erin Dunlap Sally Lapiduss            | 26 kwietnia 2013     | 21 września 2013     | 215      |
| Emma jest zdenerwowana gdy jej przyjaciele zaczynają kręcić się koło Brynne. Luke ma zrobić projekt o Indiach i manipulując bratem, Ravi robi sam mu projekt. Gdy Ravi się o tym dowiaduje to pisze zły projekt by Luke wyszedł na głupka na oczach całej klasy, ale czuje się z tym źle i postanawia wszystko odkręcić. Gdy wszyscy znajomi Emmy są zajęci, Jessie bierze ją do kina i tam natykają się na Brynne i przyjaciół Emmy. W kinie Brynne ciągle naśmiewa się z Emmy. Jessie broniąc Emmy obraża Brynne i zaczyna się walka na jedzenie. Tam wychodzi na jaw kłamstwo Brynne. Emma zaprasza swoich przyjaciół do sali kinowej u niej w domu, a Zuri ogląda film razem z nimi. Gościnnie: Katherine McNamara jako Brynn Breitbart, Kelly Gould jako Rosie, |                                                        |                  |                                       |                      |                      |          |
| 43 | All the Knight Moves                                   | Shannon Flynn    | Ted Zizik Mike Montesano              | 3 maja 2013          | 5 października 2013  | 219      |
| Jessie i Ravi chcą nauczyć Zuri gry w szachy. Jednak okazuje się, ze ona jest w tym bardzo dobra, więc startuje w konkursie gdzie można wygrać dwa bilety do Paryża. Tymczasem Luke i Emma po obejrzeniu filmu kryminalnego zaczynają wierzyć, że Bertram jest przestępcą. Jednak Bertram się o tym dowiaduje i zmusza dzieciaki by były jego pomocnikami. Zuri specjalnie odpada z turnieju szachów tak, że jej przeciwnik może lecieć do Paryża. Wkrótce Emma i Luke dowiadują się, że Bertram tak naprawdę nie jest przestępcą, gdyż tylko udawał, by się z nich nabijać. Potem Emma i Luke znowu zaczynają oglądać ten sam film i zaczynają wierzyć, że Jessie jest przestępcą. Gościnnie: Patrick Kerr jako Clement Brulee |                                                        |                  |                                       |                      |                      |          |
| 44 | We Don't Need No Stinkin' Badges                       | Shannon Flynn    | Pamela Eells O'Connell                | 7 czerwca 2013       | 12 października 2013 | 223      |
| Kiedy Jessie i Emma dowiadują się, że Zuri nie ma żadnych odznak starają się jej pomóc. Tymczasem Ravi okłamuje Bertrama. Luke mówi mu, że kłamstwo jest fajne. W ten sposób Ravi popada w spirale kłamstw. Gościnnie: Lauren Pritchard jako Trener Penny, Marlowe Peyton jako Madge, Oliver Murlihead jako Nigel Pettigrew |                                                        |                  |                                       |                      |                      |          |
| 45 | Somebunny's in Trouble                                 | Amanda Bearse    | Pamela Eells O' Connell               | 21 czerwca 2013      | 19 października 2013 | 221      |
| Zuri przynosi do domu króliczka klasowego, lecz kiedy traci nim zainteresowanie daje go Jessie, by się nim zaopiekowała. W efekcie Jessie przez przypadek gubi króliczka i razem z Ravim i Zuri chcą go znaleźć. Tymczasem Emma zakochuje się w Bretcie i by się z nim umówić zasięga do Luke'a o porady w sprawie sportu. Gościnnie: Jack Griffo jako Brett Summers |                                                        |                  |                                       |                      |                      |          |
| 46 | Punch Dumped Love                                      | Bob Koherr       | Leigha Barr Pete Szillagyl            | 28 czerwca 2013      | 26 października 2013 | 213      |
| Luke ma iść na bal do szkoły ze swoją nową dziewczyną, Rachel. Gdy Luke już wyszedł, Ravi mówi Emmie, że były Rachel, Gale chce ubić Luke'a za to, że Luke chodzi z jego dziewczyną. Emma chce ostrzec Luka, jednak Jessie dała jej szlaban. Emma wymyka się na bal i ostrzega brata. Jednak ten mówi jej, że nic go nie powstrzyma by zatańczył z Rachel. W końcu Gale wylewa na Luke'a poncz, a Rachel wraca do niego. Później Jessie dociera na bal i tańczy z Lukiem. Tymczasem Zuri i Ravi chcą zastawić pułapkę na włamywacza. Gościnnie: Jackson Odell jako Gale, Isabella Palmieri jako Rachel, Lenny Jacobson jako Kurier Gość specjalny: Adam Sandler jako on sam |                                                        |                  |                                       |                      |                      |          |
| 47 | Quitting Cold Koala                                    | Amanda Bearse    | Valerie Ahern Christian McLaughlin    | 5 lipca 2013         | 10 listopada 2013    | 218      |
| Jessie mówi Luke'owi, że przyszedł czas pożegnać się z Koalą Kennym. Luke się zgadza i stara się spędzić jedną noc bez Kenny'ego, jednak ma szalone sny związane z Kennym, ale stara się spać dalej. Luke śpi jedną noc bez Kenny'ego i mówi Jessie by go komuś oddała. Gdy Jessie chce go oddać, upuszcza Kenny'ego i wyrywa mu głowę. Stuart i Ravi mówią jej, że są w stanie naprawić Kenny'ego. Po operacji na Kennym przeprowadzonej przez Stuarta i Raviego Kenny śmierdzi i traci oko. Pod koniec odcinka Jessie chce naprawić oko Kenny'emu. Gościnnie: JJ Totah jako Stuart Wooten Nota: Ten odcinek początkowo miał być wyemitowany 17 maja 2013 roku, jednak Disney Channel wyemitował go 5 lipca 2013 roku razem z odcinkiem „Panic Attack Room”. |                                                        |                  |                                       |                      |                      |          |
| 48 | Panic Attack Room                                      | Rich Correll     | Eric Schaar David J. Booth            | 5 lipca 2013         | 17 listopada 2013    | 224      |
| Stuart chce spędzić trochę czasu sam na sam z Zuri, jednak ciągle ktoś się wtrąca. Stuart zabiera Zuri do pokoju paniki w mieszkaniu Rossów. Tam okazuje się, że nie mogą wyjść, gdyż ktoś zmienił kod zabezpieczający drzwi. Zuri jest przerażona, a Stuart nic nie robi, gdyż właśnie teraz może być sam na sam z Zuri. Wtedy okazuje się, że w pokoju paniki razem z nimi zamknięty jest Ravi. Później również Luke zamyka się z nimi. Tam wychodzi na jaw, że Luke potajemnie gra na akordeonie. Ravi chce wszystkim o tym powiedzieć, gdyż Luke wyjawił wszystkim w szkole, że Ravi zakochał się w pewnej dziewczynie. W międzyczasie Jessie ćwiczy role na casting do znanego serialu telewizyjnego. Bertram i Emma chcą jej pomóc, by dzięki niej móc poznać aktorów. W pokoju paniki Luke i Ravi włączają ekran i mają podgląd na to co się dzieje w salonie. Słyszą słowa Jessie i Bertrama całkiem wyrwane z kontekstu, w których mówią, że się kochają. Jednak Bertram tylko ćwiczył rolę z Jessie. Luke jest przerażony. Nagle Ravi wysyła Jessie wiadomość alfabetem morsa, w którym wołają o pomoc. Jessie domyśla się gdzie są dzieciaki i idzie je ratować. Wkrótce Jessie także zostaje zamknięta z dzieciakami. Wkrótce wychodzi na jaw, że Stuart zmienił kod od drzwi, a kartkę z kodem zgubił. Ravi w końcu otwiera drzwi. Później w parku Luke gra na akordeonie, a Ravi śpiewa piosenkę dla dziewczyny, w której się kocha. Gościnnie: JJ Totah jako Stuart Wooten |                                                        |                  |                                       |                      |                      |          |
| 49 | Throw Momma from the Terrace                           | Rich Correll     | Eric Schaar David J. Booth            | 12 lipca 2013        | 24 listopada 2013    | 222      |
| Jessie zaprasza mamę Bertrama na jego urodziny. Jednak on mówi, że nie chce swojej mamy na jego urodzinach, ponieważ ona zawsze staje mu na drodze, gdy jest już blisko popularności, więc Jessie chce ich zamknąć razem na tarasie by się pogodzili. Tymczasem Luke i Ravi razem odrabiają lekcje. Gościnnie: Lainie Kazan jako Wanda Winkle |                                                        |                  |                                       |                      |                      |          |
| 50 | The Jessie-nator: Grudgement Day                       | Rich Correll     | Eric Schaar David J. Booth            | 26 lipca 2013        | 7 grudnia 2013       | 220      |
| Jessie i dzieciaki przechodzą przez portal czasowy i przenoszą się do przyszłości, gdzie Ravi zbudował Bertramo-boty do dobrych celów, lecz Bertramo-boty zbuntowały się i chcą zniszczyć Jessie i przejęły władze nad światem. Bertramo-boty chcą zniszczyć Jessie z teraźniejszości, by nie buntowała się w przyszłości. |                                                        |                  |                                       |                      |                      |          |
| 51 | Diary of a Mad Newswoman                               | Rich Correll     | Adam Lapidus                          | 9 sierpnia 2013      | 29 grudnia 2013      | 226      |
| Emma i Brynn mają za zadanie prowadzić szkolne wiadomości razem z Lukiem. Ravi ma wszystko nagrywać. Luke i Brynn dostają fajne zadania, natomiast Emma dostaje rolę pogodynki. Nie podoba jej się to. Na domiar złego Brynn chce wyeliminować Emmę ze szkolnych wiadomości. Tymczasem Jessie dowiaduje się, że Zuri czytała jej pamiętnik, więc chce się zemścić z drobną pomocą Bertrama. Gościnnie: Katherine McNamara jako Brynn Breitbart, Amy Farrington jako pani Devlin |                                                        |                  |                                       |                      |                      |          |
| 52 | Break-Up and Shape-Up                                  | Rich Correll     | Sally Lapidus                         | 23 sierpnia 2013     | 22 grudnia 2013      | 225      |
| Jessie i Tony planują wspólny sobotni wieczór. Niestety Tony nie może się na nim pojawić, gdyż szkoli nowego portiera. Nowym portierem okazuje się dawna znajoma Tony'ego – Victoria. Emma, żeby Tony był zazdrosny, zaprasza byłego chłopaka Jessie – Teda. Wybierają się razem z Tonym i Victorią na podwójną randkę. To skutkuje pogorszeniem ich relacji, co niepokoi Emmę i Zuri. Tymczasem Luke i Ravi sabotują sobie nawzajem plany o tym jak złagodzić stres Bertrama. To daje Bertramowi do myślenia, że bracia Ross nie dbają o niego. Później Bertram zostaje zahipnotyzowany i myśli, że jest bezpańskim kocurem. Gościnnie: Chris Galya jako Tony Chiccolini Goście specjalni: Spencer Boldman jako Ted, Lulu Antariksa jako Victoria Montesano |                                                        |                  |                                       |                      |                      |          |
| 53–54 | G.I. Jessie                                            | Rich Correll     | Pamela Eells O'Connell                | 13 września 2013     | 26 stycznia 2014     | 227- 228 |
| Ojciec Jessie zaprasza ją i dzieciaki Ross na obóz wojskowy na wizytę. Jessie i dzieciaki chcą by wakacje były przyjemne, jednak gdy przybywają na obóz, Jessie jest wstrząśnięta na wieść, że jej ojciec ponownie się żeni. Jessie spotyka tam Darle i jej młodszego brata Caleba. Caleb i Emma zakochują się w sobie. Po złym początku w obozie, dzieciaki i Jessie zaczynają się cieszyć z wakacji, jednak na darmo. Gdy Luke, Ravi i Zuri jeżdżąc autem strącają pomnik taty Jessie i wjeżdżają w dom, ojciec Jessie zakazuje jej powrotu do domu i nawet sama Jessie odchodzi z pracy niani, gdyż jest na dzieciaki okropnie zła. Więc dzieci chcą zrobić wszystko, by Jessie mogła z nimi wrócić. Gościnnie: Molly Burnett jako Darla Shannon, Dylan Boyace jako Caleb Shannon, Molly Shannon jako Beverly Shannon, James Patrick Stuarts jako Porucznik John Wayne Prescott, Kate Flannery jako Kapral Cookie, Merrickc McCartha jako Chaplain Nota: Ten odcinek miał być początkowo filmem, jednak Disney zmienił plany i zamiast tego zrobił dwuczęściowy odcinek. |                                                        |                  |                                       |                      |                      |          |

### Seria 3: 2013–14
- Ten sezon liczy 27 odcinków
- W sezonie pojawia się crossover z serialem Powodzenia, Charlie! o nazwie „Good Luck Jessie”
- W sezonie pojawia się crossover z serialem Liv i Maddie o nazwie „Jessie's Aloha-holidays with Parker and Joey”

| 55 | Ghost Bummers                                  | Rich Correll      | David J. Booth Eric Schaar                                    | 5 października 2013  | 9 lutego 2014        | 301     |
| Pani Chesterfield urządza imprezę Halloweenową, na którą nie zaprasza Jessie i dzieciaków. Oni chcą zrobić własną imprezę, która pobije tę urządzoną przez sąsiadkę. Dzieci idą sprawdzić jak pani Chesterfield radzi sobie z urządzaniem imprezy. Gdy wszyscy wychodzą, gargulce obracają się i wylewa się z nich dziwny płyn, który Zeus i Pani Kipling zjadają i zostają źli. Wkrótce Bertram widzi ducha. Ravi chce to zbadać. Emma i Luke poprzez kontakty wzrokowe ze zwierzakami zostają opętani. Zuri, Ravi i Jessie zaczynają wierzyć w duchy, gdy widzą jednego. Ludzie na imprezie myślą, że duchy to efekty specjalne. Jessie, Ravi i Zuri chcą uratować Luke'a i Emmę, a także panią Chesterfield, którą także opętały duchy. Udaje im się to, jednak goście idą na imprezę do Chesterfield. Okazuje się, że to był sen Jessie. Gościnnie: Carolyn Hennesy jako Rhoda Chesterfield |                                                |                   |                                                               |                      |                      |         |
| 56 | Caught Purple Handed                           | Rich Corrlell     | Mike Montesano Ted Zizik                                      | 11 października 2013 | 16 lutego 2014       | 302     |
| Jessie konfrontuje dzieciaki dlaczego nie zebrały pieniędzy ze sprzedaży babeczek. Dzieciaki postanawiają urządzić imprezę. Jednak kłamią, że pojawi się tam gwiazda. Kończy się tym, że Luke przebiera się za gwiazdę. Tymczasem Jessie idzie na przesłuchanie do komercyjnej strony, dzięki jej nowemu agentowi Maxie. Ale kiedy Jessie przez przypadek wkłada rękę do fioletowej farby, postanawia to ukryć przed producentami handlowymi, żeby jej nie wyrzucili. Gość specjalny: Matthew Timmons jako Max Bauer Gościnnie: Cooper Barnes jako reżyser |                                                |                   |                                                               |                      |                      |         |
| 57 | Understudied and Overdone                      | Joel Zwick        | Sally Lapiduss Erin Dunlap                                    | 18 października 2013 | 23 lutego 2014       | 303     |
| Jessie ma szansę być dublerką słynnej aktorki, Susan Channing. Wtedy Luke i Ravi sabotują występ Susan tak, by Jessie mogła sama grać rolę. Tymczasem Emma i Zuri pomagają Bertramowi sprawdzić się w jego nowym pomyśle, kiedy Bertram chcę wystawić film w internecie z jego sztuką kulinarną. Gościnnie: Amanda Jane Cooper jako Susan Channing, Ray Ford jako Harold |                                                |                   |                                                               |                      |                      |         |
| 58 | The Blind Date, the Cheapskate and the Primate | Joel Zwick        | Sally Lapiduss Erin Dunlap                                    | 1 listopada 2013     | 6 kwietnia 2014      | 305     |
| Jessie i Tony chcą sobie pokazać nawzajem, że idą dalej, więc Tony prosi jego kolegę Earla o to, by wziął Jessie na randkę. Tony nie wiedział, że jego kolega lubi jeść jedzenie wyrzucone przez ludzi. Tymczasem Ravi dostaje staż w ZOO, w takim miejscu, gdzie Emma może zobaczyć swojego mentora. Gościnnie: Chris Galya jako Tony Chiccolini, L.J. Johnson jako panna Kruchall Gość specjalny: Garrett Clayton jako Earl |                                                |                   |                                                               |                      |                      |         |
| 59 | Lizard Scales and Wrestling Tales              | Rich Correll      | David J. Booth Eric Schaar                                    | 15 listopada 2013    | 13 kwietnia 2014     | 304     |
| Luke musi napisać wypracowanie do szkoły o swojej rodzinie, więc prosi Christine o informacje o jego rodzonych rodzicach. Christina nic nie chce mu powiedzieć. Luke z pomocą Emmy odkrywa, że jego prawdziwa matka to zapaśniczka. Wkrótce Luke przekonuje się dlaczego Christina nie chciała mu powiedzieć prawdy o jego prawdziwej matce. Gościnnie: Christina Moore jako Christina Ross, Haley Tiu jako Eileen Miller, Deven MacNair jako Vannessa Colson |                                                |                   |                                                               |                      |                      |         |
| 60 | The Rosses Get Real                            | Shannon Flynn     | Adam Lapidus                                                  | 22 listopada 2013    | 20 kwietnia 2014     | 307     |
| Kiedy dzieciaki są w Parku, Corrine oferuje im udział w telewizyjnym show. Wszyscy chcą zagrać w show oprócz Raviego, gdyż on sądzi, że mogą zrobić z siebie w telewizji głupków. Wkrótce Ravi się zgadza. Następnego dnia mają zacząć filmowanie. W show dzieciaki mają się kłócić. Corrine montuje to tak, że wygląda to tak, że dzieciaki się nienawidzą. Gdy wracają do domu, postanawiają zrobić plan, jak pokonać Corrine. Postanawiają przesłać do internetu nagrania, w których Corrine jest dla nich niegrzeczna. Gościnnie: Rachel Germaine jako Corinne Baxter, Lily Mae Harrington jako Delilah |                                                |                   |                                                               |                      |                      |         |
| 61 | Good Luck Jessie: NYC Christmas                | Rich Correll      | Mike Montesano Ted Zizik                                      | 29 listopada 2013    | 2 sierpnia 2014      | 306     |
| Jessie zaprasza do domu PJ-a i Teddy. Następnego dnia nic nie pamiętają, znajdują w domu renifera, nie ma prezentów, a Bertram gdzieś zniknął. Postanawiają rozwiązać tę zagadkę. Okazuje się, iż prezenty zniknęły, gdyż Jessie i Bertram postanowili urządzić dla dzieciaków świąteczne prezento-szukanie. Okazuje się, iż renifera wypuściły Teddy i Zuri. Gdy go przyprowadzają okazuje się, że renifer miał być główną atrakcją dla zbiórki pieniędzy dla biednych dzieci, ale przez to, że go zabrały, nikt nie przyjdzie. Jessie, Teddy, Bertram, PJ, Emma, Luke, Ravi i Zuri postanawiają oddać dzieciakom prezenty, a Jessie śpiewa by zebrać dla nich pieniądze. Gościnnie: Gabby Sanalitro jako Ada Goście specjalni: Bridgit Mendler jako Teddy Duncan, Jason Dolley jako PJ Duncan Piosenka: Favourite Time of Year Nota: Jest to świąteczny crossover seriali „Jessie” oraz „Powodzenia, Charlie!”, a jednocześnie drugi crossover obu tych seriali. Poprzednie to Austin i Jessie i Ally (Austin i Ally + Jessie) oraz Charlie rządzi (Powodzenia, Charlie! + Taniec rządzi). Jego oglądalność wyniosła 5,7 mln. |                                                |                   |                                                               |                      |                      |         |
| 62 | Krumping and Crushing                          | Bob Koherr        | Valerie Ahern Christian McLaughlin                            | 10 stycznia 2014     | 6 lipca 2014         | 309     |
| Jessie zapisuje Luke'a na zajęcia do klasy tanecznej. Nauczyciel mówi jej, że Luke jest świetny. Ku przerażeniu Jessie nauczyciel okazuje się zastąpić Luke'a na konkursie tanecznym. Jessie chce go ostrzec. Kiedy nauczyciel obraża Jessie i Bertrama, Luke odchodzi z konkursu, ale ostatecznie wraca i wygrywa. Tymczasem Zuri zakochuje się w jakimś chłopaku, a Ravi i Emma zakładają się, że jest nim Tony. Gościnnie: Chris Galya jako Tony Chiccolini, Roger Bart jako Phil McNichol |                                                |                   |                                                               |                      |                      |         |
| 63 | Hoedown Showdown                               | Lauren Breiting   | Pamela Eells O'Connell                                        | 21 lutego 2014       | 27 kwietnia 2014     | 308     |
| Do budynku wprowadza się Maybelle – typowo wiejska dziewczyna z Teennese. Jessie mówi jej by zaprosiła Maybelle na jej imprezę. Tymczasem Jessie pomaga Raviemu wygrać z jego zespołem Bitwę Kapel. Goście specjalni: Stefanie Scott jako Maybelle, Noah Centineo jako Rick Larkin, Brian Stepanek jako pan Collinsworth |                                                |                   |                                                               |                      |                      |         |
| 64 | Snack Attack                                   | Maxine Lapiduss   | Sally Lapiduss Erin Dunlap                                    | 7 marca 2014         | 20 lipca 2014        | 310     |
| Jessie poznaje reżysera filmowego i żeby mu zaimponować postanawia znaleźć jego córce przyjaciół. Pada na Zuri. Gdy Bertram zajmuje się Zuri i Wendy okazuje się, że Wendy jest chamska i niemiła, więc Zuri nie chce się z nią przyjaźnić. Tymczasem Emma dostaje rachunek za telefon i musi podjąć pracę, by za niego zapłacić. Gościnnie: Lombardo Boyar jako Boomer, Stephen Guarino jako James McMillan, Isabella Cramp jako Wendy McMillan |                                                |                   |                                                               |                      |                      |         |
| 65 | Creepy Connie 3: The Creepening                | Joel Zwick        | David J. Booth Eric Schaar                                    | 11 kwietnia 2014     | 27 lipca 2014        | 311     |
| Luke poznaje w parku uroczą Mackenzie i decyduje się z nią umówić. Przerażająca Connie informuje go, że Mackenzie jest jej dawną współlokatorką z internatu i że ma na punkcie Luke'a jeszcze większą obsesję niż ona. Luke jej nie wierzy, ale zachowanie dziewczyny wkrótce zaczyna potwierdzać słowa Connie. Tymczasem Emma chce zrobić sobie przerwę w pracy na oglądanie filmu, lecz podczas jej nieobecności jej firmowa ciężarówka zostaje okradziona. Zuri i Bertram muszą pomóc jej zarobić brakujące pieniądze. W międzyczasie Ravi stara się przypomnieć Connie o uczuciu, które ich niegdyś łączyło, dziewczyna jednak zdaje się go nie pamiętać. Gościnnie: Lombardo Boyar jako Boomer Goście specjalni: Sierra McCormick jako Przerażająca Connie, Genevieve Hannelius jako Szalona Mack |                                                |                   |                                                               |                      |                      |         |
| 66 | Acting with the Frenemy                        | Sean Lambert      | Mike Montesano Ted Zizik                                      | 27 kwietnia 2014     | 4 października 2014  | 312     |
| Jessie poznaje w klasie aktorskiej – Abbey i się z nią zaprzyjaźnia. Jessie dowiaduje się wkrótce zaskakujących rzeczy o Abbey, a sama Abbey kopiuje pomysł Jessie i teraz wszyscy myślą, że to był pomysł Abbey. Ravi stara się pomóc Jessie. Tymczasem do załogi Luke'a dołącza nowy chłopak. Zuri zaczyna się w nim podkochiwać. Stuart staje się zazdrosny, więc Emma radzi mu, by był bardziej zabawny i czadowy. Gościnnie: JJ Totah jako Stuart Wooten, Tom Parker jako River Stevens, Jillian Rose Reed jako Abbey, Nathaniel James Potvin jako Shane |                                                |                   |                                                               |                      |                      |         |
| 67 | From the White House to Our House              | Rich Correll      | Pamela Eells O'Connell                                        | 16 maja 2014         | 11 października 2014 | 319     |
| Jessie i Zuri postanawiają zorganizować przyjęcie urodzinowe, dla Taylor – nowej przyjaciółki Zuri, której bardzo brakuje matki. Zuri postanawia zaprosić na jej urodziny jego rodziców. Wkrótce na przyjęciu pojawia się także Michelle Obama. Gościnnie: Kyla Drew Simmons jako Taylor Harris, Lauren Pritchard jako trener Penny, Yvette Saunders jako babcia Taylor, Vernee Watson-Johnson jako mama Taylor Gość specjalny: Michelle Obama jako ona sama |                                                |                   |                                                               |                      |                      |         |
| 68 | Help Not Wanted                                | Steve Hoefer      | Sally Lapiduss Erin Dunlap                                    | 13 czerwca 2014      | 18 października 2014 | 313     |
| Jessie potrzebuje pieniędzy na prezent urodzinowy dla ojca, więc zatrudnia się w Skate Building. Okazuje się, że szefem jest tam Emma i ona zbyt wiele wymaga od Jessie. Tymczasem Zuri, Luke i Ravi opiekują się dzieciakami by zebrać pieniądze. Gościnnie: Kurt Ella jako Beau Jones, Lombardo Boyar jako Boomer |                                                |                   |                                                               |                      |                      |         |
| 69 | Where's Zuri?                                  | Rich Correll      | Mike Montesano Ted Zizik                                      | 20 czerwca 2014      | 25 października 2014 | 317     |
| Zuri i Jessie odkrywają iż Stuart jest czadowszy niż przedtem, ponieważ ma nowego mańke (mężczyzna + niańka) o imieniu Hudson. Wkrótce Zuri i Stuart uciekają razem. Jessie i Hudson współpracują, by odnaleźć dzieciaki, a okazuje się, że byli oni w planetarium. Tymczasem Ravi startuje w konkursie talentów. Bertram mówi mu żeby zaśpiewał, a Luke żeby zatańczył. Ravi jednak postanawia spróbować układania kubeczków. Gościnnie: JJ Totah jako Stuart Wooten, Matt Shively jako Hudson |                                                |                   |                                                               |                      |                      |         |
| 70 | Morning Rush                                   | Kevin Chamberlin  | Valerie Ahern Christian McLaughlin                            | 27 czerwca 2014      | 1 listopada 2014     | 314     |
| Jessie ma tylko 30 minut by zawieść dzieciaki do szkoły, ale w tym musi pomóc Emmie wybrać ciuchy, pomóc Zuri odrobić lekcje, Luke'owi pomóc kiedy przez maskę odrywają mu się brwi, a Raviemu, bo musi zrobić projekt do szkoły. |                                                |                   |                                                               |                      |                      |         |
| 71 | Lights, Camera, Distraction!                   | Lauren Breiting   | Adam Lapidus                                                  | 11 lipca 2014        | 8 listopada 2014     | 315     |
| Jessie jest sfrustrowana, gdy nie dostaje żadnych ról w telewizji. Postanawia wziąć udział w 24-godzinnym festiwalu telewizyjnym, więc rekrutuje do tego dzieciaki. Problem wynika, gdy każde z dzieciaków ma inny pomysł na show. Gościnnie: Chris Galya jako Tony Chiccolini |                                                |                   |                                                               |                      |                      |         |
| 72 | Spaced Out                                     | Rich Correll      | Adam Lapidus                                                  | 25 lipca 2014        | 29 grudnia 2014      | 318     |
| Rodzice dają Raviemu na urodziny bilet na lot w kosmos z Jessie i resztą dzieciaków. Ich podróż przybiera jednak niespodziewany obrót, gdy Raviego nie ma na pokładzie. Gościnnie: John Rubinstein jako Ivan |                                                |                   |                                                               |                      |                      |         |
| 73 | The Telltale Duck                              | Leigh-Allyn Baker | Pamela Eells O'Connell                                        | 8 sierpnia 2014      | 21 grudnia 2014      | 316     |
| Jessie zgadza się towarzyszyć Bertramowi w zjeździe jego klasy z liceum. Tymczasem Ravi chce grać w gry Video, ale Jessie zabrania mu w nie grać i zabiera mu konsolę. Ravi wkrótce kradnie ją niani. Gościnnie: Greg Thirloway jako Eric Booth, Lauren Benz Phillips jako Alexia |                                                |                   |                                                               |                      |                      |         |
| 74 | Coffee Talk                                    | Debby Ryan        | Jessica Lopez                                                 | 22 sierpnia 2014     | 14 marca 2015        | 327     |
| Bertram dostaje obsesji na punkcie nowego ekspresu do kawy. Tymczasem Jessie dostaje dwa bilety na koncert, więc Zuri i Emma konkurują by pójść z nią. Gościnnie: Monica Marie Contreras jako Serena (głos) |                                                |                   |                                                               |                      |                      |         |
| 75 | Between the Swoon and New York City            | Jon Rosenbaum     | Erin Dunlap Sally Lapiduss                                    | 19 września 2014     | 21 marca 2015        | 323     |
| Jessie poznaje w parku chłopaka o imieniu Brooks. Szybko nawiązują dobre relacje a nawet zaczynają się spotykać, jednak okazuje się, iż Brooks jest synem pani Chesterfield. Tymczasem Ravi dostaje kij do baseballa. Luke chce mu go zabrać, a Bertram opiekuje się psem pani Chesterfield – Zeusem. Gościnna: Carolyn Hennesy jako Rhoda Chesterfield, Pierson Fode jako Brooks Wentworth, John Michael Higgins jako Carlisle |                                                |                   |                                                               |                      |                      |         |
| 76 | No Money, Mo' Problems                         | Victor Gonzalez   | Adam Lapidus                                                  | 26 września 2014     | 28 marca 2015        | 324     |
| Pani Chesterfield jest niezadowolona z relacji jaka wynikła pomiędzy Jessie i Brooksem, więc prosi Bertrama by doprowadził do ich zerwania. Jednak gdy Bertramowi się to nie udaje, pani Chesterfield postanawia przeprosić Jessie. Wkrótce Brooks oświadcza się Jessie. Tymczasem Ravi odrabia pracę domową Emmy, Luke'a i Zuri. Gościnna: Chris Galya jako Tony Chiccolini, Carolyn Hennesy jako Rhoda Chesterfield, Pierson Fode jako Brooks Wentworth |                                                |                   |                                                               |                      |                      |         |
| 77 | The Runaway Bride of Frankenstein              | Bob Koherr        | Vanessa Mancos                                                | 2 października 2014  | 11 kwietnia 2015     | 325     |
| Jessie przygotowuje dzieciaki do Halloweenowego Festiwalu. Tymczasem Brooks dowiaduje się, iż żadne z dzieciaków go nie lubi. Gościnnie: Pierson Fode jako Brooks Wentworth |                                                |                   |                                                               |                      |                      |         |
| 78 | There Goes the Bride                           | Bob Koherr        | Pamela Eells O'Connell                                        | 10 października 2014 | 18 kwietnia 2015     | 326     |
| Brooks dostaje pracę w Afryce i musi być tam za dwa dni, więc prosi Jessie by tam wzięli ślub. Jessie ostatecznie nie wychodzi za Brooksa, gdyż nie może opuścić dzieciaków i porzucić marzenia o zostaniu aktorką. Gościnna: Chris Galya jako Tony Chiccolini, Carolyn Hennesy jako Rhoda Chesterfield, Pierson Fode jako Brooks Wentworth |                                                |                   |                                                               |                      |                      |         |
| 79 | Ride to Riches                                 | Bob Koherr        | Leigha Barr Pete Szillagyl                                    | 21 listopada 2014    | 25 kwietnia 2015     | 320     |
| Jessie chce się dostać na ważne przesłuchanie, jednak ona i Ravi kończą w show pt. „Ride to Riches”, w którym uczestnicy mogą wygrać nagrody podczas jazdy taxi. Gościnnie: Bob Bledsoe jako Mort Marty, Chris Wylde jako Grover |                                                |                   |                                                               |                      |                      |         |
| 80–81 | Jessie's Aloha-holidays with Parker and Joey   | Shannon Flynn     | Eric Schaar David J. Booth Valerie Ahern Christian McLaughlin | 28 listopada 2014    | 10 grudnia 2014      | 321 322 |
| Jessie i dzieciaki lecą w święta na Hawaje, gdyż Jessie dostaje szansę zagrania tam w filmie. Postanawiają zrobić „niespodziankę” Bertramowi, który tam poleciał na święta. Jessie i dzieciaki zastają tam Shaylee. Okazuje się, że są tam także Joey Rooney i Parker Rooney. Joey za wszelką cenę chcę przekonać do siebie Emmę, w której się zakochuje, natomiast Parker spędza czas z Zuri, razem sprzedając za spore ceny „pamiątki” z Hawajów. Wkrótce przyłącza się do nich Bertram. Postanawiają sprzedać kamienie znalezione pod nieczynnym wulkanem. Jessie zaczyna zdjęcia do filmu, jednak gdy przychodzi Shaylle wesprzeć ją, reżyser jest zafascynowany Shaylee i postanawia także dać jej rolę. Wkrótce reżyser zwalnia Jessie, a jej rolę daje Shaylee. Jessie jest zła na Shaylee. Okazuje się wkrótce, że nieczynny wulkan znów jest czynny i wkrótce rozpocznie erupcje. Bertram, Parker, Joey, Emma, Zuri i Ravi chcą złożyć ofiarę wulkanowi, wrzucając tam kamienie, które zebrali. Wkrótce okazuje się, że ostatnią ofiarą jest Ryjszard (prosiak, którą uratował dla Emmy Joey). Emma i Joey nie zgadzają się by to zrobiono. Jessie i Luke dowiadują się, że dzieciaki i Bertram są na wulkanie i postanawiają ich uratować. Z pomocą rusza im Shaylee. Wkrótce dzieciaki i Bertram zostają uratowani, a Jessie i Shaylee godzą się. Goście specjalni: Maia Mitchell jako Shaylee Michaels; Tenzing Norgay Trainor jako Parker Rooney; Joey Bragg jako Joey Rooney Gościnnie: Amy Hill jako Keahi, Wayne Wilderson jako Kevin Randolf |                                                |                   |                                                               |                      |                      |         |

### Seria 4: 2015
| 82 | But Africa Is So... Fari      | Rich Correll     | Eric Schaar                          | 9 stycznia 2015      | 6 września 2015     | 402 |
| Kiedy Jessie jedzie do Afryki, dzieciaki zaczynają myśleć, że poleciała tam by wrócić do swojego byłego narzeczonego – Brooksa. Razem z Bertramem lecą do Afryki by ją powstrzymać. Gościnnie: Pierson Fode jako Brooks Wentworth, Hina Abdullah jako Kami |                               |                  |                                      |                      |                     |     |
| 83 | A Close Shave                 | Shannon Flynn    | Valerie Ahern Christian McLaughlin   | 16 stycznia 2015     | 13 września 2015    | 401 |
| Do Jessie w odwiedziny przyjeżdża jej przyrodnia siostra Darla, która myśli, że Jessie jednak wyszła za mąż. Jessie, by prawda się nie wydała, prosi Tony'ego by udawał jej męża. Tymczasem Luke po raz pierwszy się goli. Gościnnie: Chris Galya jako Tony Chiccolini, Molly Burnett jako Darla Shannon |                               |                  |                                      |                      |                     |     |
| 84 | Four Broke Kids               | Kevin Chamberlin | Pamela Eells O'Connell               | 6 lutego 2015        | 18 września 2015    | 410 |
| Dzieciaki dowiadują się, że ich rodzice całkiem zbankrutowali, więc uczą się żyć bez pieniędzy. Gościnnie: Chris Galya jako Tony Chiccolini, Carolyn Hennesy jako Rhoda Chesterfield |                               |                  |                                      |                      |                     |     |
| 85 | Moby and SCOBY                | Bob Koherr       | Pamela Eells O'Connell               | 20 lutego 2015       | 27 września 2015    | 404 |
| Jessie chce się dostać do College'u, jednak trafia w to samo miejsce co Ravi. Tymczasem Zuri przyprowadza do domu małą żyrafę z Afryki. Gościnnie: Kevin Symons jako Profesor Fisk |                               |                  |                                      |                      |                     |     |
| 86 | Karate Kid-tastophe           | Bob Koherr       | Adam Lapidus                         | 27 marca 2015        | 4 października 2015 | 403 |
| Buntownicze zachowanie Emmy wywołuje ogromne napięcie pomiędzy nią a Jessie. Tymczasem Luke uczy Zuri karate przed ważnym zadaniem. Gość specjalny: Phill Lewis jako Marion Moseby Gościnnie: Jess King jako instruktor karate Nota: W odcinku pojawia się postać z seriali Nie ma to jak hotel oraz Suite Life: Nie ma to jak statek. |                               |                  |                                      |                      |                     |     |
| 87 | Basket Cases                  | Rich Correll     | Adam Lapidus                         | 28 marca 2015        | 6 grudnia 2015      | 405 |
| Chcąc zagrać w meczu koszykówski, Ravi zwraca się z prośbą o pomoc do Chrisa Paula. Tymczasem Jessie dowiaduje się, że Hudson chodzi z nią na zajęcia, i teraz oboje muszą pracować razem nad zadaniem. Gość specjalny: Chris Paul jako on sam Gościnnie: Matt Shively jako Hudson, Marcus Choi jako Profesor Hawkins, Nadji Jeter jako Terry |                               |                  |                                      |                      |                     |     |
| 88 | Capture the Nag               | Rich Correll     | Mike Montesano Ted Zizik             | 7 kwietnia 2015      | 13 grudnia 2015     | 409 |
| Gdy wszyscy zostają uwięzieni w domu z powodu śniegu, postanawiają zagrać w "Przechwyć flagę!". Gościnnie: JJ Totah jako Stuart Wooten, Matt Shively jako Hudson |                               |                  |                                      |                      |                     |     |
| 89 | What a Steal                  | Phill Lewis      | Valerie Ahern Christian McLaughlin   | 17 kwietnia 2015     | 20 grudnia 2015     | 413 |
| Chcąc pomóc Raviemu znaleźć przyjaciół, Jessie przyprowadza go na zebranie MENSA w parku. Rudowłosa dziewczynka o imieniu Madeline słyszy jak Ravi mówi o matematyce i cały czas ona z nim o tym rozmawia. Gość specjalny: Francesca Capaldi jako Madeline Gościnnie: Blake Cooper Griffin jako Scott |                               |                  |                                      |                      |                     |     |
| 90 | Driving Miss Crazy            | Rich Correll     | Mike Montesano Ted Zizik             | 24 kwietnia 2015     | 27 grudnia 2015     | 408 |
| Emma chce mieć prawo jazdy, więc Jessie uczy ją jazdy samochodem. Tymczasem Luke i Ravi przypadkiem niszczą jedną z gier Zuri. Gościnnie: Raymond Lee jako Clifford |                               |                  |                                      |                      |                     |     |
| 91 | Bye Bye Bertie                | Debby Ryan       | Sally Lapiduss Erin Dunlap           | 15 maja 2015         | 2 stycznia 2016     | 407 |
| Przez kolejny dowcip dzieciaków Bertram ma już dosyć i odchodzi, po czym dostaje pracę u pani Chesterfield. Rossowie zatrudniają nowego kamerdynera, Rogera, który traktuje swoją nową pracę poważnie. Gościnnie: Carolyn Hennesy jako Rhoda Chesterfield, Napoleon Ryan jako Roger Bevans |                               |                  |                                      |                      |                     |     |
| 92 | Rossed at Sea, Part 1         | Rich Correll     | Joshua Corey Brian Katz              | 5 czerwca 2015       | 9 stycznia 2016     | 414 |
| Podczas wakacji Jessie i dzieciaki znajdują dziewczynę uwięzioną na środku oceanu i zapraszają ją do swojego jachtu. Tymczasem Bertram opiekuje się Panią Kipling, która bardzo tęskni za Ravim. Gość specjalny: Meaghan Martin jako Kim |                               |                  |                                      |                      |                     |     |
| 93 | Rossed at Sea, Part 2         | Rich Correll     | Mike Montesano Ted Zizik             | 6 czerwca 2015       | 23 stycznia 2016    | 415 |
| Podczas zwiedzania włoskiej wyspy przewodnik Rossów opowiada historię o naszyjniku Jessie, którego klątwa sprawia, że ten kto nosi naszyjnik będzie miał pecha w miłości. Gościnnie: Deniz Akdeniz jako Marco |                               |                  |                                      |                      |                     |     |
| 94 | Rossed at Sea, Part 3         | Rich Correll     | Joshua Corey Brian Kratz             | 7 czerwca 2015       | 16 stycznia 2016    | 416 |
| Jessie przerywa wakacje gdy dzieciaki nieustannie się kłócą. Nagle widzą, że ich jacht dryfuje pośrodku morza i to bez kapitana i załogi. |                               |                  |                                      |                      |                     |     |
| 95 | Dance, Dance Resolution       | Debby Ryan       | Sally Lapiduss Erin Dunlap           | 10 lipca 2015        | 8 kwietnia 2016     | 412 |
| Zbliża się szkolny bal i Rossowie szukają partnerów. Tymczasem Jessie pomaga Bertramowi przygotować się na jego pierwsze solo w Metropolitańskiej Operze. Goście specjalni: The Vamps jako oni sami Gościnnie: Jaden Martin jako Martin, Vade De La Maza jako Jax, Genneya Walton jako Nora, Matt Cook jako Pan Feeley |                               |                  |                                      |                      |                     |     |
| 96 | Someone Has Tou-pay           | Rich Correll     | Valerie Ahern Christian McLaughlin   | 24 lipca 2015        | 15 kwietnia 2016    | 406 |
| Bertram kupuje nowy tupecik na występ swojego zespołu. Gdy tupecik nagle znika, Jessie chce go odnaleźć, tym samym przesłuchuje jednego z dzieciaków. |                               |                  |                                      |                      |                     |     |
| 97 | Identity Thieves              | Debby Ryan       | Monica Contreras Jess Pineda         | 11 września 2015     | 6 czerwca 2016      | 417 |
| Zuri nagle interesuje się modą, a Luke stał się nowym geniuszem w rodzinie. Emma i Ravi czują, że ich tożsamości zostały skradzione. Tymczasem Bertram chce dowiedzieć się co jest w pokoju, do którego nikt nigdy nie wchodził. Gościnnie: Gilli Messer jako Pepper |                               |                  |                                      |                      |                     |     |
| 98 | Katch Kipling                 | Lauren Breiting  | Adam Lapidus                         | 18 września 2015     | 30 kwietnia 2016    | 418 |
| Gdy Pani Kipling staje się gwiazdą, wywołuje to napięcie w jej relacji z Ravim. Tymczasem Bertram pomaga Emmie przygotować się na przesłuchanie, a Zuri stara się być bardziej niezależna. |                               |                  |                                      |                      |                     |     |
| 99 | The Ghostest with the Mostest | Rich Correll     | Sally Lapiduss Erin Dunlap           | 2 października 2015  | nieemitowany        | 411 |
| Gdy Jessie zmusza dzieciaki, by zabrały ze sobą Stuarta na zbieranie słodyczy w Halloween, ten opowiada im historię o Abigail – duchu, który chce ich złapać. Dzieci po kolei nagle znikają. Jessie przychodzi na bal kostiumowy i zakochuje się w tajemniczym chłopaku. Na końcu odcinka tym tajemniczym chłopakiem okazuje się być Tony, który chciał znów się zejść z Jessie. Ostatecznie Jessie i Tony znów są razem. Goście specjalni: Austin North jako Logan Watson, Sarah Gilman jako Delia Delfano Gościnnie: Chris Galya jako Tony Chiccolini, JJ Totah jako Stuart Wooten, Jordan Oschman jako Abigail Nota: Odcinek jest crossoverem z serialem To nie ja. Gościnnie występują: Austin North oraz Sarah Gilman z tamtego serialu. Odcinek jest częścią halloweenowego weekendu Disneya, a także siódmym odcinkiem crossoverowym Jessie, w którym występują bohaterowie z innego serialu. |                               |                  |                                      |                      |                     |     |
| 100 | The Fear in Our Stars         | Bob Koherr       | Joshua Corey Brian Kratz Eric Schaar | 9 października 2015  | 8 czerwca 2016      | 419 |
| Jessie musi ponownie się nauczyć wszystkich "specjalnych umiejętności", które wymieniła na wznowieniu reklamy, którą załatwiła. Tymczasem Ravi przekonuje Luke'a, że meteor zbliża się do Ziemi. Gościnnie: Carolyn Hennesy jako Rhoda Chesterfield, Malia Tyler jako Heidi |                               |                  |                                      |                      |                     |     |
| 101 | Jessie Goes to Hollywood      | Bob Koherr       | Pamela Eells O'Connell               | 16 października 2015 | 9 czerwca 2016      | 420 |
| Christina wraca do domu, ale nie jest zadowolona gdy dzieciaki chcą coś robić razem z Jessie, a nie z nią. Więc Christina załatwia Jessie pracę aktorki, żeby móc spędzić więcej czasu z dzieciakami. Ale dzieciaki potajemnie wylatują do Hollywood do Jessie, żeby poprosić ją o pomoc gdyż sądzą, że ich matka nie da rady spędzać z nimi czasu. Dzieciaki wkradają się na literę H znaku Hollywood, by zobaczyć Jessie na planie, ale wielka litera zaczyna się przechylać gdy Luke i Ravi kłócą się o lornetkę. Jessie słyszy dzieciaki i używa niektórych rekwizytów, żeby ich uratować, ale przypadkiem wywraca gigantyczne H. Dzięki tej akcji Jessie dostaje główną rolę w serialu telewizyjnym o niani, która jest także superbohaterką. Jessie postanawia opuścić dzieciaki, żeby zagrać w tym serialu. Christina postanawia być matką w domu, żeby spędzić czas z dzieciakami. Dzieciaki żegnają się z Jessie przed jej wyjazdem do Hollywood. Na końcu odcinka Jessie spotyka Tony'ego, który przeniósł się do Hollywood i dostał pracę jako ochroniarz w studiu filmowym. Dzieciaki przyjeżdżają do Jessie z wizytą, i razem idą na plan filmowy. Gościnnie: Chris Galya jako Tony Chiccolini, Christina Moore jako Christina Ross, John Fleck jako Robert R.J. Roberts, Xavier Adams jako wojownik Nomadów Nota: Jest to ostatni odcinek serialu. |                               |                  |                                      |                      |                     |     |